# 北会津町石原
北会津町石原（きたあいづまち いしはら）は、福島県会津若松市の大字である。郵便番号は965-0118。

## 地理
会津若松市北西部の北会津地区（旧北会津郡北会津村域）に属する。北西で北会津町田村山、北東で北会津町真宮、東で北会津町中里、南東で北会津町白山、南で北会津町下荒井、南西で北会津町安良田、西で北会津町舘とそれぞれ隣接する。概ね町村制施行以前の北会津郡中石村のうち、旧石原村の流れを汲む地域である。北会津地区北部に位置し、域内全域にわたり水田が広がる。東西に福島県道72号会津坂下会津本郷線が通過し、中央部に集落が位置するが、北会津地区の他大字と同様に民家などのがある区画には「字」以降を付けず大字に直接番地が続く住所表記がなされる。

### 主な字
字
- 石田
- 石屋敷
- 西向
- 八百刈
- 谷地

## 歴史
- 1875年8月12日 - 中里村と石原村が統合され中石村が発足する。
- 1879年1月27日 - 中石村が福島県内における郡区町村制の施行により北会津郡の村となる。
- 1889年4月1日 - 町村制の施行により中石村が周辺6村と合併し荒井村が発足し、旧中石村域が荒井村大字中石となる。
- 1953年4月1日 - 荒井村が舘ノ内村と合併して荒舘村が発足し、荒舘村の大字となる。
- 1956年5月1日 - 荒舘村が川南村と合併して北会津村が発足し、北会津村の大字となる。
- 2004年11月1日 - 北会津村が会津若松市に編入され、会津若松市の大字となるとともに、大字中石字のうち字谷地甲の一部、石田乙、西向乙、石屋敷乙、八百刈乙、八百刈、石屋敷、石田が北会津町石原へと変更される。

## 世帯数と人口
2024年1月1日現在の世帯数と人口は以下の通りである。
| 大字         | 世帯数 | 人口 |
| ------------ | ------ | ---- |
| 北会津町石原 | 13世帯 | 32人 |

## 小・中学校の学区
市立小・中学校に通う場合、学区は以下の通りとなる。
| 番地 | 小学校                 | 中学校                   |
| ---- | ---------------------- | ------------------------ |
| 全域 | 会津若松市立荒舘小学校 | 会津若松市立北会津中学校 |

## 交通

### 道路
- 福島県道72号会津坂下会津本郷線
- 幹線一級市道35号
- 一般市道北3-51号（会津広域農道）

## 施設
- 宝蔵院
- 伊勢神明神社
- 古峯神社